# Mikroregion Radyně
Mikroregion Radyně je svazek obcí v okresu Plzeň-jih a okresu Plzeň-město, jeho sídlem je Starý Plzenec a jeho cílem je zabezpečení koordinovaného postupu orgánů místní samosprávy ve věci rozvoje území mikroregionu. Sdružuje 14 obcí a byl založen v roce 1999.

## Obce sdružené v mikroregionu
- Chválenice
- Letkov
- Lhůta
- Losiná
- Mokrouše
- Nebílovy
- Netunice
- Nezbavětice
- Nezvěstice
- Starý Plzenec
- Šťáhlavy
- Štěnovický Borek
- Tymákov
- Útušice